# ریشه‌چه

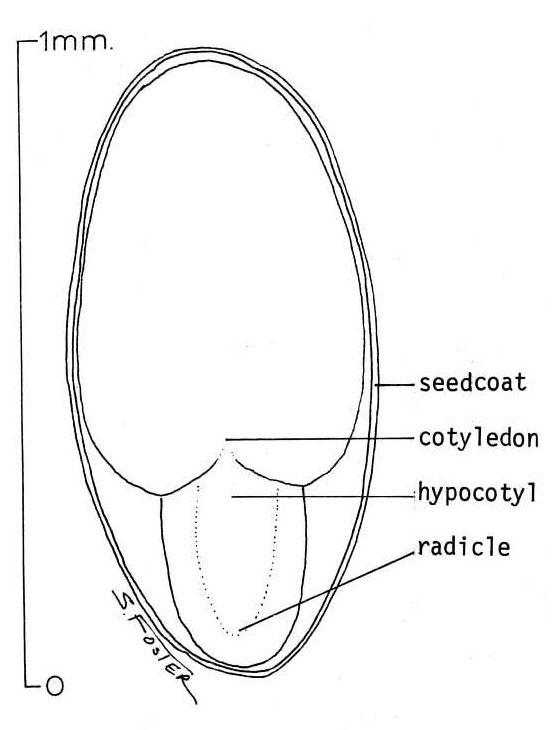
بذر گیاه بید اسکاولر

ریشه‌چه (به انگلیسی: Radicle) در گیاه‌شناسی، قسمتی از یک نهال (رویان در حال رشد) است که در طی مراحل جوانه‌زنی از بذر خارج می‌شود. ریشه‌چه، ریشه رویانی گیاه است و در خاک به سمت پایین رشد می‌کند (شاخه از برگ‌چه خارج می‌شود). بالای ریشه‌چه، ساقه رویانی یا زیرلپه قرار دارد که از لپه(ها) پشتیبانی می‌کند.
این ریشه رویانی درون بذر است. این اولین چیزی است که از یک بذر بیرون آمده و به داخل زمین می‌رود تا اجازه دهد بذر آب را مکیده و برگ‌های خود را به بیرون بفرستد در نتیجه بتواند فتوسنتز را شروع کند.
ریشه‌چه از طریق مایکروپایل از یک بذر خارج می‌شود. ریشه‌چه‌ها در نهال‌ها به دو نوع اصلی طبقه‌بندی می‌شوند. آنهایی که از هایلوم پوسته بذر دور شده‌اند به‌عنوان آناتروپوز (anatropous) طبقه‌بندی می‌شوند، و آنهایی که به سمت هایلوم هستند سینتروپوز (syntropous) نامیده می‌شوند.
اگر ریشه‌چه شروع به پوسیدگی کند، نهال دچار میرایی قبل از ظهور می‌شود. این بیماری بر روی ریشه‌چه به‌صورت لکه‌های تیره ظاهر می‌شود. در نهایت باعث از بین‌رفتن نهال می‌شود.
برگ‌چه یک شاخه نورَسیده است و بعد از ریشه‌چه رشد می‌کند.
در سال ۱۸۸۰ چارلز داروین کتابی دربارهٔ گیاهانی که مطالعه کرده بود، «قدرت حرکت در گیاهان» را منتشر کرد، جایی که او از این ریشه‌چه یاد می‌کند.
- اغراق نیست اگر بگوییم نوک ریشه‌چه به این ترتیب وقف [..] مانند مغز یکی از حیوانات پایین عمل می‌کند. مغز در انتهای قدامی بدن قرار دارد، از اندام‍های حسی دریافت می‌کند و چندین حرکت را هدایت می‌کند.